# Dehnungskriterium
Das Dehnungskriterium ist ein pauschales Versagenskriterium für quasi-isotrope Laminate, wie sie häufig im Flugzeugbau Verwendung finden. Es beruht auf der Festsetzung von Grenzdehnungen des Laminats in den Faserrichtungen.

## Anwendung
Das zu berechnende Laminat muss quasi-isotrop sein. Ein häufiger Schichtaufbau besteht aus symmetrischen 0°, 90°, +45° und −45° Einzellagen. Die Steifigkeit des Laminats muss bekannt sein, z. B. durch die Anwendung der klassischen Laminattheorie. Damit können aus den äußeren Kräften die Dehnungen des Laminats berechnet und mit den zulässigen Grenzdehnungen verglichen werden.

## Einschränkungen
Das Dehnungskriterium ist ein Pauschalkriterium, daher kann mit seiner Hilfe nur eine Aussage darüber getroffen werden, ob ein Laminat noch intakt ist oder nicht; es unterscheidet jedoch nicht zwischen unterschiedlichen Bruchformen, d. h. zwischen Faserbruch und Zwischenfaserbruch. Ein erfahrener Konstrukteur ist jedoch in der Lage, die Art des Versagens zu beurteilen.
Das Dehnungskriterium liefert weiterhin keine Aussage darüber, welche Laminatschicht versagt.